# نوورومانوو
نوورومانوو (به لاتین: Novoromanovo) یک منطقهٔ مسکونی در روسیه است که در سرزمین آلتای واقع شده‌است.